# Chamel Mozaya
Chamel Mozaya est un homme politique libanais.
Il intègre l'Armée libanaise en 1959 et atteint le grade de brigadier général en 1988.
Ayant pris part à plusieurs batailles décisives durant la guerre civile, il est persécuté par les Syriens, qui l'emprisonneront pendant 45 jours dans la tristement célèbre prison de Mazzeh.
Proche du général Michel Aoun, il apparaît sur la scène publique libanaise au printemps 2005, comme candidat du Courant patriotique libre au poste de député maronite de Jbeil. Élu face aux candidats de l'Alliance du 14 Mars, il est aujourd'hui membre de l'opposition parlementaire, dans le Bloc de la réforme et du changement dirigé par Michel Aoun.